# Rachael Taylor
Rachael Taylor, avstralska veslačica, * 6. maj 1976, Ballarat.
V Sydneyju je leta 2000 osvojila srebrno medaljo v dvojcu brez krmarja..